# 丸田泰裕
丸田 泰裕（まるた やすひろ 1984年11月6日- ）は東京都出身の元アメリカンフットボール選手・コーチ。現在Xリーグの胎内ディアーズに所属し、オフェンスコーチを担当している。現役時代のポジションはランニングバック。

## 経歴
明治学院東村山高等学校時代からアメリカンフットボールを始めた。法政大学トマホークスでは3年次に1試合平均263ヤード、22.3キャリーで関東リーグ歴代2位の1,178ヤードを走った。2003年から2006年まで4年連続甲子園ボウルに出場し3年次と4年次と2年連続勝利し、2回ともチャック・ミルズ杯を獲得、ライスボウルへ進出したがいずれも敗れて日本一はならなかった。2007年、鹿島ディアーズに加入した。デビュー戦となった東京ガスクリエイターズとの試合では3TDをあげた。倉持和博、村井雄太、井澤健ら強力なオフェンスラインに支えられ、佐藤昭一郎らと共に活躍した。
2009年シーズン、ライスボウルを制し念願の日本一となった。チームが鹿島ディアーズからリクシルディアーズへと変わった後も、2014年までディアーズで主将を務めた。2016年シーズンをもって引退した。
アメリカンフットボール日本代表にも選ばれており、2011年アジア選手権、アメリカンフットボール世界選手権に出場している。フランス代表戦では2TDをあげて35-10と勝利した。カナダ代表に27-31で敗れた試合では日本代表のゲームMVPに選ばれている。

## 家族
弟の丸田喬仁もアメリカンフットボール選手で日本代表候補にも選ばれている。